# 井岡ボクシングジム
井岡弘樹ボクシングジム（いおかひろきボクシングジム）は、大阪府大阪市浪速区に所在するプロボクシングのジムである。

## 沿革
2002年8月25日、大阪市浪速区に開設された。会長は日本最年少で世界王座を獲得し、WBC世界ミニマム級・WBA世界ライトフライ級の2階級を制覇した井岡弘樹
オープン当日、貴闘力忠茂らを招いて披露パーティーが開かれ、弘樹の恩師であるエディ・タウンゼントの写真をリングサイドに掲げて大東旭（大鵬）が3Rのエキシビションスパーリングを行った。また、このパーティーにおいて井岡弘樹の元同門である元WBA世界ライトフライ級王者山口圭司が眼疾を理由として現役引退を表明し、以後はチーフトレーナーを務めることが発表された。
2009年には甥の井岡一翔が所属選手としてプロデビューを果たして関心を集める中、一翔の高校の同級生である宮崎亮がジム初のタイトルとなる日本王座を獲得した。
2011年2月11日、一翔がWBC世界ミニマム級王座を獲得（当時日本最短新記録となる7戦目での世界王座奪取）。ジム初の世界王者が誕生した。
2012年、大晦日にはダブル世界戦が開かれ、宮崎が初の世界タイトルとなるWBA世界ミニマム級王座を獲得、一翔も同ライトフライ級王座を獲得し2階級制覇を達成した。
た井岡ボクシングジム in 島根江津

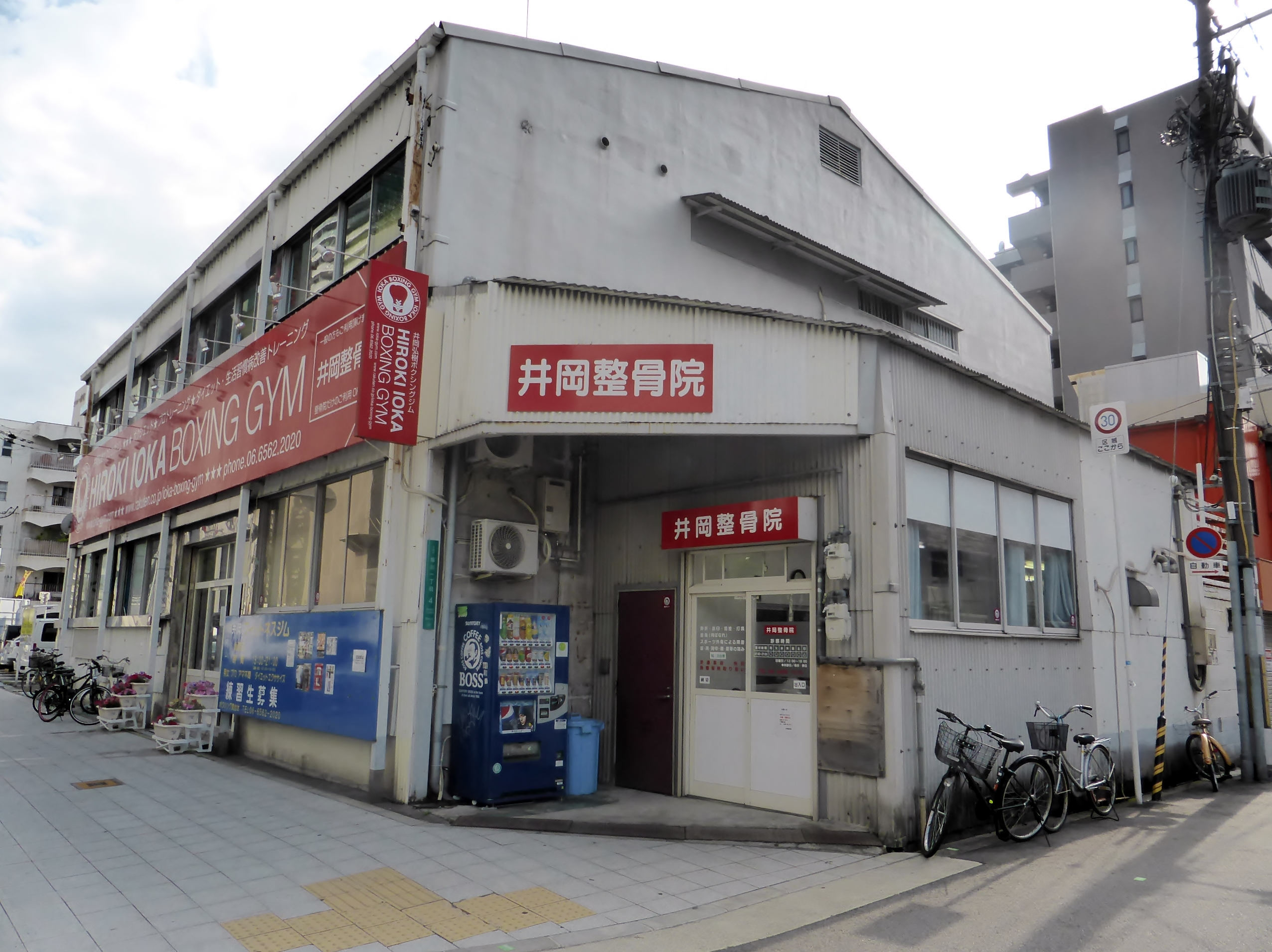
井岡弘樹ジム

2004年5月15日、こちらは井岡が運営に協力する形で島根県江津市に開設された。代表は大源富夫。山口が会長・専属トレーナーとなり、山口からWBA世界ライトフライ級王座を奪ったピチット・チョーシリワット（タイ）と彼を世界王座に導いたルイス・アルベルト・バルガス・デ・レオン（パナマ）がチーフトレーナーを務める。5月31日に行われたオープニングセレモニーには元世界王者の薬師寺保栄、タレントの間寛平らが姿を見せた。オーナーの大源富雄死去に伴い閉館。

## 選手

### 世界王者
- 井岡一翔（WBA・WBC世界ミニマム級、WBA世界ライトフライ級、WBA世界フライ級）
- 宮崎亮（WBA世界ミニマム級）

### 主な現役選手
- 石田匠（第37代日本スーパーフライ級王者）

### 引退した選手
- 水本昌寛（第54回全日本ウェルター級新人王西軍代表）
- 橋詰知明（2006年西日本バンタム級新人王・MVP獲得）
- 山本隆寛（第46代OPBF東洋太平洋バンタム級王者）
- 上谷雄太（元OPBF東洋太平洋フェザー級ランカー）

- 大石豊（第33代OPBF東洋太平洋スーパーウェルター級王者）
- 安田由紀奈（タレント）

### 過去の所属選手
- 橋詰将義（2014年全日本スーパーフライ級新人王）
- 中谷正義（第46代OPBF東洋太平洋ライト級王者）
- 白石聖（2017年全日本フライ級新人王、現日本フライ級ユース王者）

- 岩川美花（第8回全日本女子アマチュアフライ級王者、現WBO女子アトム級王者）
- 野中悠樹（第29代・第36代日本スーパーウェルター級王者、第27代OPBF東洋太平洋スーパーウェルター級王者、第51代OPBF東洋太平洋ミドル級王者、現WBOアジアパシフィックミドル級王者）
- ぬきてるみ（第6代OPBF東洋太平洋女子スーパーフライ級王者）